# 西汾州 (隋朝)
西汾州，中国隋朝时设置的州。
北周的汾州，隋朝改为西汾州，治所在长寿县（今山西省隰县）。下辖龙泉郡、吐京郡、临河郡。龙泉郡下辖长寿县、平昌县、大宁县；吐京郡下辖吐京县（今山西省石楼县）；临河郡下辖临河县（今山西省永和县西南）、归化县。隋文帝开皇三年（583年），废除龙泉郡、吐京郡、临河郡，属县全部直属于州。开皇五年（585年）西汾州改为隰州。